# 정뇌경 묘지석 및 함
정뇌경 묘지석 및 함은 충정공 정뇌경의 묘소를 개사초하면서 묘앞 상석아래에서 발견되어 종중에서 소장하고 있는 유물이다. 2008년 4월 21일 광주시의 향토문화유산 제2호로 지정되었다.

## 개요
병자호란 때 볼모로 청에 간 소현세자를 배종(陪從)한 정뇌경(鄭雷卿: 1608년 8월 13일(음력 7월 4일)~1639년 5월 20일(음력 4월 18일))의 묘소에서 출토된 석함(石函)과 그 안에 넣어둔 청화백자 묘지석이다. 2006년 5월 장지동 소재의 정뇌경 묘소를 정비하는 과정에서 상석 아래에서 발견되어 종중에서 소장하고 있다. 발견 당시 묘지석은 화강암을 치석하여 제작한 석함 안에 모래를 깔고 2매씩 3단으로 포갠 다음 맨 위에 1매를 안치하였다. 모두 7매로, 청화로 명문을 필사한 뒤 유약을 입혀 구웠다. 청화의 발색은 대체로 검은빛이 약간 돌면서 푸른색이 선명하다. 전체적으로 휘거나 균열이 간 곳 없이 비교적 깨끗하게 번조되었다.
묘지명의 제목은 '贈􃤑曹參判行侍講院弼善鄭君墓誌銘'이고, 각 9행 19자 분량으로 종횡을 맞추었다. 각 장의 후면은 아무런 명문이 없으며, 내화토(耐火土) 받침 자국이 남아 있다. 묘지명은 정두경(鄭斗卿: 1597~1673)이 1660년 6월에 지었고, 아들 정유악(鄭維岳: 1632~1701)이 1674년 3월에 추기를 썼기 때문에 이 무렵에 제작된 것으로 추정된다. 상태로 볼 때 광주분원에서 제작된 최고급 백자로 평가된다. 방형의 석함은 뚜껑 상면에‘上’자를 음각하여 매설 방향을 알 수 있게 하였고, 뚜껑 안쪽을 약간 돌출시켜 석함과 맞물리도록 만들어졌다.

## 참고 문헌
- 『충정공 정뇌경전기』
- 『광주시 향토문화유산지정 조사보고서』(2007)